# Linux Mark Institute
Linux Mark Institute (LMI) là một tổ chức quản lý thương hiệu "Linux" thay mặt cho Linus Torvalds cho phần mềm máy tính bao gồm hạt nhân Linux, phần cứng máy tính sử dụng phần mềm dựa trên Linux và các dịch vụ liên quan đến việc triển khai và tài liệu về các sản phẩm dựa trên Linux.
Thương hiệu Linux thuộc sở hữu của Linus Torvalds ở Mỹ, Đức, Châu Âu, và Nhật Bản cho "hệ điều hành máy tính để tạo thuận lợi cho việc sử dụng và vận hành máy tính". Việc chuyển nhượng thương hiệu cho Torvalds xảy ra sau vụ kiện chống lại luật sư William R. Della Croce, Jr. của Boston, người đã đăng ký nhãn hiệu tại Mỹ vào tháng 9 năm 1995 và bắt đầu vào năm 1996 để gửi thư cho các nhà phân phối Linux khác nhau, yêu cầu 10% lợi nhuận từ việc kinh doanh các sản phẩm Linux. Một bản kiến nghị chống lại các thực tiễn của Della Croce đã được bắt đầu, vào đầu năm 1997, WorkGroup Solutions, Yggdrasil, Linux Journal, Linux International và Torvalds đã kháng cáo việc phân chia nhãn hiệu ban đầu là "gian lận và thu được theo giả thuyết giả tạo". Vào tháng 11, vụ án đã được dàn xếp và Torvalds sở hữu thương hiệu.
LMI ban đầu đã tính khoản phí thuê lại danh nghĩa để sử dụng tên Linux như một phần của thương hiệu, nhưng sau đó đã thay đổi điều này để ủng hộ việc cấp phép miễn phí vĩnh viễn trên toàn thế giới.